# مركز توماس مور قانوني
مركز توماس مور قانون (بالإنجليزية:Thomas More Law Center) هو مركز قانوني غير ربحي ومسيحي محافظ مقره في آن أربور، ميشيغان ونشط في جميع أنحاء الولايات المتحدة. أهدافه المعلنة هي الدفاع عن وتعزيز التراث اليهودي والمسيحي لأميركا وتعزيز القيم الأخلاقية، بما في ذلك الحرية الدينية للمسيحيين والقيم العائلية العريقة، وقدسية حياة الإنسان بينما تدعم أيضا دفاع عن استقلال وسيادة الولايات المتحدة الأمريكية. شعار المركز القانوني هو «السيف والدرع لأهل الإيمان». يوصف المركز من قبل جيمس كينيدي ب«الجواب المسيحي لاتحاد الحريات المدنية». وبالمثل، من قبل بيل أورايلي باسم «ترياق لاتحاد الحريات المدنية».
وتشمل القضايا الرئيسية المركز القانوني: الدفاع عن الحرية الدينية للمسيحيين، واستعادة القيم الأسرية، والدفاع عن قدسية الحياة البشرية، والدفاع عن الأمن القومي ومواجهة تهديد الإسلام الراديكالي. المركز يحقق رسالته في هذه المجالات الرئيسية من خلال: التقاضي، والتعليم، والأنشطة ذات الصلة.